# E-Prix de Nueva York
El e-Prix de Nueva York es una carrera de automovilismo válida para el Campeonato Mundial de Fórmula E, que actualmente se disputa en el Circuito callejero de Brooklyn, en Nueva York, Estados Unidos.

## Historia
Originalmente se rumoreaba que Nueva York sería la ciudad anfitriona de la primera temporada del Campeonato de Fórmula E de la FIA, aunque no aparecería ni en los calendarios de la primera ni de la segunda temporada. En cambio, se llegó a un acuerdo para que Nueva York albergara las dos últimas carreras de la temporada 2016-17, y el calendario provisional anunció oficialmente su inclusión. Luego, el calendario oficial vio las rondas en Nueva York y Montreal cambiadas, lo que significa que sería la ciudad canadiense la sede de la final de temporada, después de las preocupaciones sobre el tiempo para llevar el equipamiento de Fórmula E al otro lado de la frontera.

## Ganadores
| Edición | Ganador                | Equipo         | Circuito       | Resultados     |
| ------- | ---------------------- | -------------- | -------------- | -------------- |
| 2016-17 | Sam Bird               | Virgin         | Brooklyn       | Resultados     |
| 2016-17 | Sam Bird (2)           | Virgin         | Brooklyn       | Resultados     |
| 2017-18 | Lucas di Grassi        | Audi ABT       | Brooklyn       | Resultados     |
| 2017-18 | Jean-Éric Vergne       | Techeetah      | Brooklyn       | Resultados     |
| 2018-19 | Sébastien Buemi        | Nissan         | Brooklyn       | Resultados     |
| 2018-19 | Robin Frijns           | Virgin         | Brooklyn       | Resultados     |
| 2019-20 | No se disputó.         | No se disputó. | No se disputó. | No se disputó. |
| 2020-21 | Maximilian Günther     | Andretti-BMW   | Brooklyn       | Resultados     |
| 2020-21 | Sam Bird (3)           | Jaguar         | Brooklyn       | Resultados     |
| 2021-22 | Nick Cassidy           | Envision-Audi  | Brooklyn       | Resultados     |
| 2021-22 | António Félix da Costa | Techeetah-DS   | Brooklyn       | Resultados     |

## Estadísticas

### Pilotos con más victorias
| Victorias | Piloto                 | Años             |
| --------- | ---------------------- | ---------------- |
| 3         | Sam Bird               | 2017, 2017, 2021 |
| 1         | Lucas di Grassi        | 2018             |
| 1         | Jean-Éric Vergne       | 2018             |
| 1         | Sébastien Buemi        | 2019             |
| 1         | Robin Frijns           | 2019             |
| 1         | Maximilian Günther     | 2021             |
| 1         | Nick Cassidy           | 2022             |
| 1         | António Félix da Costa | 2022             |

### Equipos con más victorias
| Victorias | Equipo    | Años             |
| --------- | --------- | ---------------- |
| 3         | Virgin    | 2017, 2017, 2019 |
| 2         | Techeetah | 2018, 2022       |
| 1         | Audi ABT  | 2018             |
| 1         | Nissan    | 2019             |
| 1         | Andretti  | 2021             |
| 1         | Jaguar    | 2021             |
| 1         | Envision  | 2022             |